# Boris Panow
Boris Iwanowicz Panow (ros. Борис Иванович Панов, ur. 1910, zm. 1962 w Moskwie) – radziecki działacz partyjny.

## Życiorys
W 1936 został członkiem WKP(b). W latach 1944–1946 był I sekretarzem rejonowego komitetu WKP(b) w Moskwie, a od 1946 do marca 1948 kierownikiem Wydziału Rolnego Komitetu Obwodowego WKP(b) w Moskwie. Od 16 marca 1948 do 20 września 1952 był I sekretarzem Komitetu Obwodowego WKP(b) w Kałudze, w latach 1952–1953 słuchaczem kursów przy KC WKP(b)/KPZR, a w latach 1953–1954 inspektorem KC KPZR. W latach 1954–1956 był zastępcą kierownika Wydziału Rolnego KC KPZR ds. RFSRR, a w latach 1956–1958 członkiem Komitetu Kontroli Partyjnej przy KC KPZR, 1958 przeszedł na emeryturę. Został pochowany na Cmentarzu Nowodziewiczym.